# Roberto Regazzi
Roberto Regazzi (Bologna, 20 agosto 1956) è un liutaio italiano.

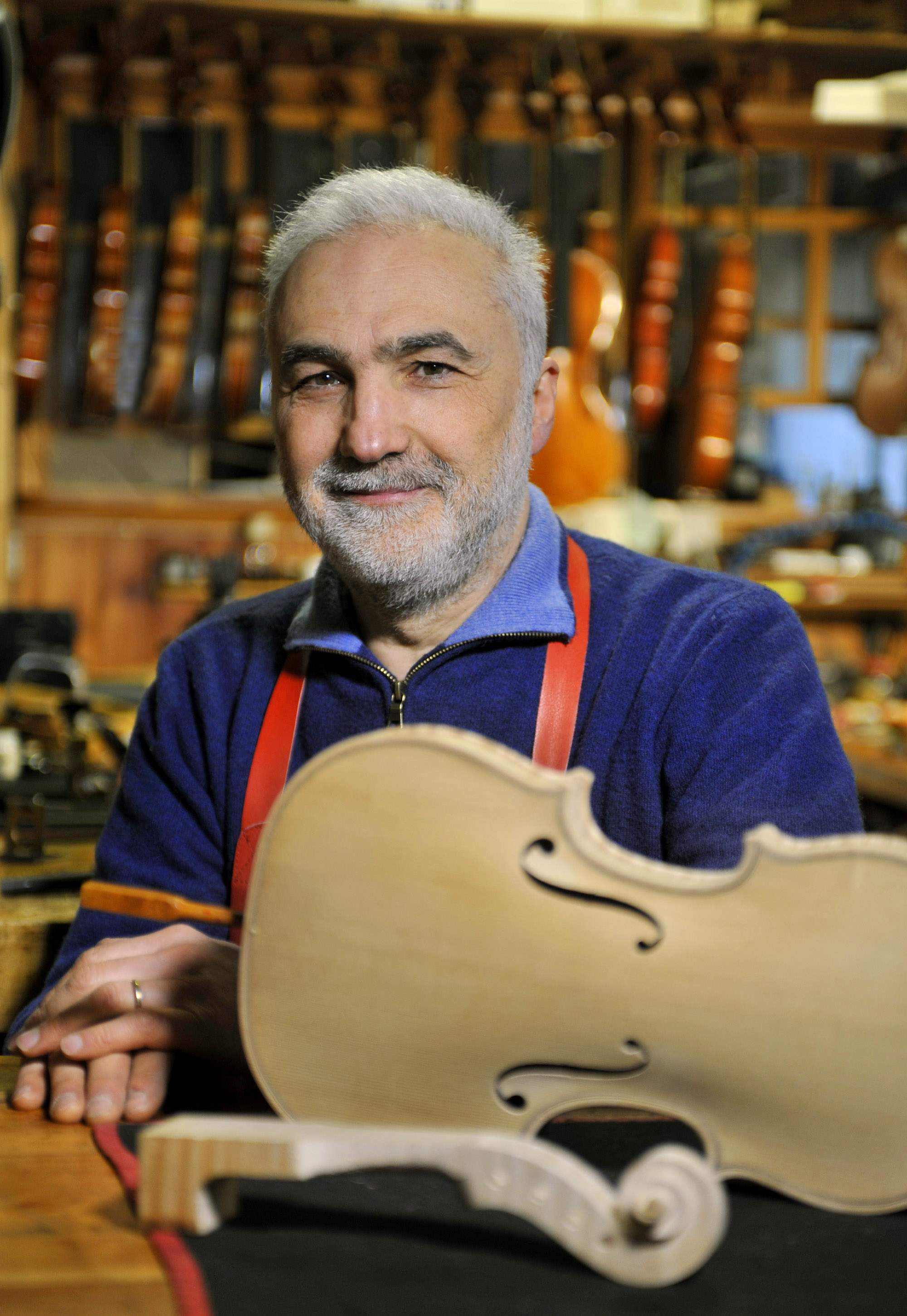
Roberto Regazzi in Bologna

Eccellente costruttore di violini, viole e violoncelli, studioso, collezionista ed editore (attraverso la casa editrice "Florenus"), tuttora attivo a Bologna.
Ha iniziato l'attività negli anni settanta presso il laboratorio del liutaio Otello Bignami, per poi perfezionarsi su modelli classici e bolognesi. Per le chitarre si è perfezionato con Alan Wilcox.
È stato presidente della "Associazione Europea Maestri Liutai e Archettai", membro della "Violin Society of America", socio fondatore e presidente del "Gruppo Liuteria Bolognese" e membro del direttivo della "Associazione Liutaria Italiana" nel Gruppo "Liutai e Archettai professionisti", di cui è stato anche vicepresidente.

## Musicisti
Molti sono i musicisti che suonano e possiedono o hanno commissionato strumenti da lui costruiti, come Giovanni Adamo, Boris Belkin, Isaac Stern, Riccardo Brengola, Salvatore Greco, Franco Gulli, Domenico Marco, Luca Morassutti, Anne-Sophie Mutter, Roberto Nigro, Domenico Nordio, Joaquín Palomares, Antoine Pfister, Ruggiero Ricci, Harvey de Souza, Chikashi Tanaka, Uto Ughi, Bruno Zanella, Silviu Dima, Anastasiya Petryshak, ed altri.

## Riconoscimenti
- 27 giugno 2006: "Premio "Maestro dell'Artigianato" della Camera di Commercio Industria Artigianato e Agricoltura di Bologna[3]
- 12 settembre 2010: Per eccellenza, chiamato a rappresentare la liuteria tradizionale della sua città all'Expo di Shanghai del 2010[4]
- Giugno 2018 è entrato nel Libro d'Oro dell'Artigianato Italiano come Maestro d'Arte e Mestiere [5]

## Pubblicazioni
- In occasione del 250º anniversario della morte di Antonio Stradivari per onorare la figura di Giuseppe Fiorini, Bazzano 1987
- Ricordo di Ansaldo Poggi - In remembrance of Ansaldo Poggi, Bologna 1994. ISBN 88-85250-04-1
- The Complete Luthier's Library, Bologna, Florenus 1990. ISBN 88-85250-01-7
- Il Manoscritto Liutario di Giovanni Antonio Marchi - The Manuscript on Violin Making by G.A. Marchi - Bologna 1786, Bologna 1986

## Contributi
- Vita da Artista, Note su Otello Bignami Liutaio in Bologna 1914-1989 - A Life of Artistry, Sketches of Otello Bignami violin maker in Bologna 1914-1989, con Roberto Verti, Adriano Cavicchi e Giovanna Benzi, Bologna 1991. ISBN 88-85250-03-3
- Otello Bignami Liutaio in Bologna - Violinmaker in Bologna, con Wilma e William Bignami, Mariarosa Pollastri, Bruno Stefanini, Loretta Ghelfi e Paola Malaguti, Cremona 1998
- Classica fabbricazione di violini in Piemonte - Classic Violin-making in Piedmonte, Bologna 1991
- http://www.artigianatoartistico.com/Fiorini2011/pubblicazioni.htm Archiviato il 22 agosto 2013 in Internet Archive. (2011)
- Le Radici del Successo della Liuteria a Bologna - Lutherie in Bologna: Roots & Success, con Sandro Pasqual, Bologna 1998. ISBN 88-85250-05-X
- Il Legno Magico - The Magic of Wood, intervistato da Linda Johnston, con Rudolf Koelman Bologna-Genova, Dynamic 2005, in italiano, inglese, francese, tedesco e giapponese. ISBN 88-85250-07-6
- Il Suono di Bologna, Da Raffaele Fiorini ai grandi maestri del Novecento - The Sound of Bologna, Bolognese Violin Making between the 1800s and 1900s. Catalogo della Mostra a San Giorgio in Poggiale, Bologna, Dicembre 2002, con William Bignami, Gabriele Carletti, Alberto Giordano, Giancarlo Guicciardi, Sandro Pasqual, Mariarosa Pollastri, Duane Rosengard, Pietro Trimboli e Alessandro Urso. Bologna-Cremona 2002. ISBN 88-85250-06-8
- Acoustics as seen from a violinmaker's point of view through the ages, in 17th International Congress of Acoustics 2001.
- Three Centuries of Violin-making in Bologna - Concert-Exhibition 1993.
- Da Bologna a Stradivari Il percorso europeo di Giuseppe Fiorini, Bologna 2011
- Otello Bignami Cent'anni - Centenary 1914-2014, Bologna 2014
- Mozart a Bologna (2016), film di Graziano Cernoia, 2016
- Gli Asteroidi, film di Germano Maccioni, 2016
- Wood-n-Soul, cortometraggio di Alessio Gonnella, 2015